# Янгиёган
Янгиёган (устар. Янги-Юган) — река в Приуральском районе Ямало-Ненецкого АО. Исток находится на западной стороне озера Янгиёгантой, устье — в 160 км по левому берегу реки Полуй. Длина реки 52 км, площадь водосборного бассейна — 512 км². Значительные притоки: Хадыяха (также Хады-Яха, или Халангъёган) — в 9 км, Шикъёган — в 21 км и Юхолъёган — в 32 км, все по правому берегу.

## Данные водного реестра
По данным государственного водного реестра России относится к Нижнеобскому бассейновому округу, водохозяйственный участок реки — Обь от впадения реки Северная Сосьва до города Салехард, речной подбассейн реки — бассейны притоков Оби ниже впадения Северной Сосьвы. Речной бассейн реки — (Нижняя) Обь от впадения Иртыша.
Код объекта в государственном водном реестре — 15020300112115300033108.